# Ftalat

Structura chimică generală a ftalaților (R și R' sunt resturi hidrocarbonate)

Ftalații sunt esteri ai acidului ftalic și sunt utilizați majoritar ca plastifianți, adică acești compuși sunt adăugați materialelor plastice cu scopul de a le mări flexibilitatea, transparența, și durabilitatea. Ftalații cu greutate moleculară mică, adică cei derivați de la alcooli cu catene formate din trei până la șase atomi de carboni, sunt înlocuiți din multe produse în Statele Unite, Canada și Uniunea Europeană din cauza problemelor de sănătate pe care le-ar cauza.